# 메리 케이 애덤스
메리 케이 애덤스(Mary Kay Adams, 1962년 9월 12일 ~ )는 미국의 배우이다.

## 출연 작품
- 스탄스 리틀 헬퍼 (2004)
- 전함 바비론 (1994)
- 머펫, 뉴욕을 점령하다 (1984)
- 원 라이프 투 리브 (1968)
- 애즈 더 월드 턴즈 (1956)
- 가딩 라이트 (1952)